# Xenichthys agassizii
Xenichthys agassizii е вид бодлоперка от семейство Haemulidae. Видът е уязвим и сериозно застрашен от изчезване.

## Разпространение и местообитание
Разпространен е в Еквадор.
Обитава крайбрежията на морета и рифове в райони с тропически климат. Среща се на дълбочина от 3 до 18 m.

## Описание
На дължина достигат до 20 cm.